# 997 Priska
997 Priska, asteroid glavnog pojasa. Otkrio ga je Karl Wilhelm Reinmuth, 12. srpnja 1923.

## Vanjske poveznice
- Minor Planet Center